# Sielsowiet Siejłowicze
Sielsowiet Siejłowicze (biał. Сейлавіцкі сельсавет, Siejławicki sielsawiet; ros. Сейловичский сельсовет) – sielsowiet na Białorusi, w obwodzie mińskim, w rejonie nieświeskim, z siedzibą w Siejłowiczach.

## Demografia
Według spisu z 2009 sielsowiety Siejłowicze, Juszewicze i Nowosiółki zamieszkiwało 2728 osób, w tym 2400 Białorusinów (87,98%), 137 Polaków (5,02%), 133 Rosjan (4,88%), 30 Ukraińców (1,10%), 11 Ormian (0,40%), 3 Łotyszy (0,11%), 3 osoby innych narodowości i 6 osób, które nie podały żadnej narodowości.
Do 2019 liczba ludności spadła do 2292 osób. Największymi miejscowościami były wówczas Siejłowicze (580 mieszkańców), Juszewicze (399 mieszkańców), Zaturia (392 mieszkańców) i Nowosiółki Stare (338 mieszkańców). Liczba ludności żadnej z pozostałych miejscowości nie przekraczała 171 osób.

## Geografia i transport
Sielsowiet historycznie położony jest na Nowogródczyźnie, w północno wschodniej części rejonu nieświeskiego.
Przez sielsowiet przebiegają drogi republikańskie R54 i R91.

## Historia
28 maja 2013 do sielsowietu Siejłowicze przyłączono w całości, liczące po 6 miejscowości, likwidowane sielsowiety Juszewicze i Nowosiółki.

## Miejscowości
- agromiasteczka:
  - Juszewicze
  - Nowosiółki Stare
  - Siejłowicze
- wsie:
  - Andrusze
  - Buczne
  - Buzuny
  - Cegielnia
  - Kuczynowszczyzna
  - Kunosa
  - Nowosiółki Nowe
  - Omłyńce
  - Piotuchowszczyzna
  - Rakowicze
  - Strychorowszczyzna
  - Zaturia